# Eric Harris et Dylan Klebold
 (septembre 2014).
Si vous disposez d'ouvrages ou d'articles de référence ou si vous connaissez des sites web de qualité traitant du thème abordé ici, merci de compléter l'article en donnant les références utiles à sa vérifiabilité et en les liant à la section « Notes et références ».
Eric David Harris (né le 9 avril 1981 à Wichita et mort le 20 avril 1999 à Columbine) et Dylan Bennet Klebold (né le 11 septembre 1981 à Lakewood et mort le 20 avril 1999 à Columbine) sont les deux meurtriers responsables du massacre du lycée de Columbine, au Colorado (États-Unis). Élèves de dernière année d'enseignement secondaire dans l'établissement, ils y tuent 14 personnes et en blessent 23 autres, le 20 avril 1999, avant de se suicider dans la bibliothèque où ils ont abattu dix de leurs victimes,,.

## Contexte

### Eric Harris
Eric David Harris est né à Wichita au Kansas. Sa famille déménage souvent, le père, Wayne Harris, étant un pilote de l'U.S. Air Force. Sa mère, Katherine Ann Poole, est femme au foyer. La famille quitte Plattsburgh, dans l'État de New York, en juillet 1993, quand Wayne Harris prend sa retraite. Ils emménagent à Littleton, dans le Colorado. Pendant les trois années qui suivent, les Harris déménagent à plusieurs reprises. C'est alors qu'Eric rencontre Dylan Klebold. En 1996, la famille Harris achète une maison au sud du lycée Columbine. Le frère aîné d'Eric, Kevin, fait sa scolarité à Boulder, à l'Université du Colorado,.

### Dylan Klebold
Dylan Bennet Klebold est né à Lakewood, dans le Colorado. Il est le fils de Thomas et Susan Klebold (née Yassenoff), connus comme des pacifistes. La famille fréquente une église luthérienne. Dylan et son frère aîné, Byron, suivent un enseignement religieux dans la tradition luthérienne. Comme son frère Byron — en référence à Lord Byron —, Dylan tient aussi son prénom d'un célèbre poète (le dramaturge Dylan Thomas). À la maison, la famille respecte des rituels en lien avec leur héritage juif du côté maternel,. Dylan est scolarisé à l'école élémentaire Normandy de Littleton, pendant deux ans, avant d'être transféré à l'école élémentaire Governor's Ranch, où il est intégré au programme CHIPS (Challenging High Intellectual Potential Students), conçu pour les enfants précoces. La transition avec le collège Ken Caryl est un changement difficile pour lui.

### Lycée Columbine
Au lycée Columbine, Harris et Klebold s'occupent de mise en scène au sein du club théâtral, tournent des vidéos pour le club cinéma et sont assistants informatiques pour la gestion du serveur de l'école.
Après la fusillade, certaines sources évoqueront le harcèlement dont Harris et Klebold étaient victimes ainsi que leur impopularité au sein de l'établissement,,, tandis que d'autres contesteront ces allégations,.
Harris et Klebold ont initialement été désignés comme étant membres d'un groupe se faisant appeler la « Trenchcoat Mafia », même si en vérité ils n'avaient pas de lien particulier avec ce groupe, et n'apparaissaient pas sur sa photo de groupe dans l'album du lycée de l'année 1998,. Le père de Harris déclara que son fils était un membre de ce qu'ils appellent la « Trenchcoat Mafia » dans un appel aux urgences qu'il passa le 20 avril 1999. Klebold était présent au bal de promotion du lycée, trois jours avant la fusillade, avec une camarade de classe, Robyn Anderson.
Harris et Klebold jouent tous les deux à plusieurs jeux en réseau sur Internet, Harris créant même plusieurs niveaux pour le jeu Doom (nommés plus tard « niveaux Harris »). Il est omniprésent sur le net, sous l'alias, « REB » (contraction de « rebel », allusion au nom des équipes sportives de son lycée), mais aussi sous d'autres cyber-surnoms, comme « Rebldomakr », « Rebdoomer », et « Rebdomine ». Klebold utilise, quant à lui, le pseudonyme « VoDKa ». Harris crée et gère plusieurs sites internet qui hébergent des dossiers Doom et Quake, ainsi que des informations destinées aux personnes avec qui il joue en ligne. Les sites exposent ouvertement sa haine pour sa communauté, et pour l'humanité en général. Quand le duo commence à expérimenter la fabrication de bombes tuyaux, ils postent les résultats des explosions sur ces sites, qui seront fermés par America Online après la tuerie, et que le FBI conservera.

### Premiers démêlés avec la justice
En mars 1998, l'enquêteur Michael Guerra, du Bureau du shérif du comté de Jefferson, s’intéresse au site internet de Harris après que les parents de Brooks Brown, un de ses camarades, ont découvert qu'il menaçait leur fils à la suite d'une dispute. Guerra demande un mandat de perquisition, qui reste sans réponse. Cette information ne sera révélée qu'en septembre 2001 dans le magazine 60 Minutes, bien qu'elle ait été connue de la police depuis le départ.
En janvier 1998, les deux adolescents ont des problèmes avec la justice pour un vol avec effraction dans un véhicule, pour lequel ils sont accusés de dégradation volontaire, d'effraction et de vol. Ils font alors bonne impression sur les officiers de la brigade des mineurs, qui offrent d'effacer leurs casiers judiciaires s'ils acceptent d'intégrer un programme de travaux d'intérêt général, de suivre un traitement psychiatrique, et de respecter la loi. On demande à Harris de participer à des cours de gestion de la colère où il fait bonne impression. Les deux adolescents se comportent si bien que leur agent de probation écourte le programme et les libère quelques mois avant sa fin. Selon les autorités, Harris est alors « un jeune homme très brillant qui réussira sûrement dans la vie ». Klebold est décrit comme quelqu'un d'intelligent, qui cependant « a besoin de comprendre que, pour atteindre ses objectifs, le travail est inévitable ».
Le 30 avril, Harris remet la première ébauche d'une lettre d'excuses qu'il avait rédigée au propriétaire du véhicule. Il la termine le mois suivant. Dans cette lettre, Harris exprime ses regrets concernant le vol ; cependant, dans son journal intime, à la date du 12 avril, il écrit : « L'Amérique n'est-elle pas supposée être une terre de liberté ? Comment se fait-il que, si je suis libre, je n'ai pas le droit de voler des biens à un putain de débile s'il laisse (les clefs) sur le siège avant de son putain de van, en pleine journée, à la vue de tous ? »,.

### Hitmen for Hire
Le duo réalise, pour un projet scolaire, une vidéo intitulée Hitmen for Hire (« Tueurs à gages cherchent emploi ») où on les voit utiliser des armes à feu factices et « éliminer » des lycéens dans le couloir de l'école. La vidéo est célèbre pour ses scènes d'injures, dans lesquelles les deux lycéens s'adressent à la caméra en hurlant violemment. Ils explorent également le thème de la violence dans leurs projets scolaires de création littéraire. Après qu'Harris a rédigé une histoire basée sur l'Apocalypse, le 17 janvier 1999, son professeur déclare : « Votre approche est unique et votre histoire fonctionne horriblement bien – il y a de bons détails et une bonne atmosphère ».

## Le massacre

### Jour du massacre
Le 20 avril 1999, alors qu'il fume une cigarette au début de la pause déjeuner, Brooks Brown, un ancien camarade d'Harris, le voit arriver à l'école. Il lui reproche d'avoir séché les cours du matin. Harris aurait répondu : « Ça n'a plus d'importance », puis « Brooks, je t'aime bien maintenant. Va-t'en, rentre chez toi ». Brooks quitte les lieux peu après. À 11h19, il entend les premiers coups de feu, alors qu'il est déjà à une certaine distance de l'école. Il en informe la police grâce au téléphone d'un voisin.
À ce moment-là, Dylan Klebold a déjà rejoint l'école dans une autre voiture, et les deux jeunes garçons déposent deux sacs de sport contenant deux bombes au propane de 9 kg chacune dans la cafétéria de l'école. Quand ils se rendent compte que celles-ci n'explosent pas, Harris et Klebold s'arment tous deux de fusils et lancent une attaque à l'arme à feu contre leurs camarades. Cette attaque est longtemps restée la plus meurtrière jamais perpétrée dans un lycée américain. Harris est responsable de 9 des 14 décès confirmés, incluant la mort d'un professeur, et Klebold des 5 autres. 23 personnes sont blessées, certaines grièvement.

### Suicide
À 12h03, 20 minutes après la fin de la fusillade, Harris et Klebold retournent dans la bibliothèque. Dix de leurs victimes y gisent sur le sol. Ils s'approchent des fenêtres de l'aile ouest et ouvrent le feu sur la police qui se tient à l'extérieur.
À 12h08, le professeur d'arts plastiques Patti Nielsen, qui s'était enfermée dans une salle de repos avec le lycéen Brian Anderson et le personnel de bibliothèque, croit entendre Harris et Klebold crier d'une seule voix : « Un ! Deux ! Trois ! », immédiatement suivi d'un coup de feu. Harris s'est tiré une balle dans la bouche. Klebold s'est tiré dans la tempe avec son pistolet semi-automatique TEC-9.

### Acquisition des armes
Étant donné que Harris et Klebold étaient mineurs au moment des faits, c'est Robyn Anderson (avec qui Klebold s'est rendu au bal de promotion trois jours avant la tuerie), une lycéenne de Columbine âgée de 18 ans et amie d'enfance de Klebold, qui avait été chargée de l'achat de deux fusils et d'une carabine. En échange de sa coopération pendant l'enquête, aucune charge n'a été retenue contre elle. Après l'acquisition illégale des armes, Klebold scia le canon de son fusil à deux coups Savage 311-D calibre 12, raccourcissant la longueur totale d'approximativement 58 cm, ce qui est considéré comme un crime aux États-Unis. Harris, quant à lui, scia le canon de son fusil Savage-Springfield calibre 12 d'à peu près 66 cm.
Les tueurs possédaient également un pistolet semi-automatique TEC-DC9, qui avait une longue histoire. Le fabricant l'avait d'abord vendu à un Navegar Incorporated basé à Miami. Il avait ensuite été vendu à un Zander's Sporting Goods de Baldwin dans l'Illinois en 1994. Le pistolet avait ensuite été vendu à un négociant en armes de Thornton dans le Colorado : Larry Russell. Russell ne conserva pas l'enregistrement de l'achat, ce qui est une violation de la loi fédérale. Il ne vérifia donc pas l'âge de l'acheteur, s'imaginant qu'il était sûrement âgé de 21 ans. Il fut incapable d'identifier les photos de Klebold, Anderson, ou Harris présentées par la police après le massacre. Deux hommes, Mark Manes et Philip Duran, furent reconnus coupables d'avoir fourni des armes au duo,.
Les bombes utilisées par Harris et Klebold variaient et étaient fabriquées grossièrement avec des bombes au dioxyde de carbone, des tuyaux galvanisés et des bouteilles de propane. Le week-end précédant la fusillade, Harris et Klebold avaient acheté des bouteilles de propane et du matériel dans une quincaillerie pour quelques centaines de dollars. Plusieurs résidents des environs ont déclaré avoir entendu des bris de verre et des bourdonnements provenant du garage de la famille Harris. On en conclut plus tard que cela indiquait bien que les deux adolescents construisaient des bombes tuyaux. Harris acheta encore des bouteilles de gaz le matin même de l'attaque.
Des bombes plus complexes, comme celle qui explosa au coin de South Wadsworth Boulevard et de Ken Caryl Avenue, avaient des minuteurs. Les deux plus grosses bombes, trouvées dans la cafétéria de l'école, étaient fabriquées avec des petits réservoirs de propane. Une seule de ces deux bombes s'est déclenchée, ne détonant que partiellement. Il a été estimé que si l'une de ces bombes placées dans le réfectoire s'était déclenchée comme prévu, l'explosion aurait pu causer un important dommage à la structure du bâtiment de l'école et alourdir le bilan de centaines de victimes supplémentaires.

## Après la tuerie
Il y eut une controverse après la tuerie : les tueurs devaient-ils être commémorés ? Certains s'y opposaient fermement, déclarant que c'était une glorification des meurtriers, alors que d'autres considéraient que les coupables étaient aussi des victimes. En haut d'une colline près du lycée Columbine, des croix furent érigées pour Harris et Klebold, à côté de celles destinées aux personnes qu'ils avaient tuées, mais le père de Daniel Rohrbough (le second lycéen à avoir été tué) les démonta, déclarant que les tueurs ne devraient pas être commémorés au même endroit que leurs victimes.

### Motivations
Harris et Klebold ont beaucoup écrit sur le déroulement du massacre, mais moins sur leurs motivations , il semble qu'une sorte de vengeance contre un modèle americain stéréotypé soit à l'origine du massacre.
Un journal trouvé dans la chambre de Harris contenait presque tous les détails du planning que les garçons avaient prévu de suivre dès 5 heures du matin, le 20 avril 1999. Dans leurs journaux intimes, les deux adolescents évoquaient une attaque ressemblant aux émeutes de 1992 à Los Angeles combinée à l'attentat d'Oklahoma City, au siège de Waco, la guerre du Vietnam, la seconde guerre mondiale et aux jeux vidéos Doom et Duke Nukem 3D. Ils expliquaient leur désir de les « surpasser », se concentrant principalement sur les actes de Timothy McVeigh à Oklahoma City. Ils mentionnaient leur volonté de laisser une impression durable sur le monde à travers ce genre de violence, il est incontestable que leur acte a été motivé par une profonde souffrance, et une volonté certaine qu'on ne les oublie pas. Le fait que les tireurs aient planifié à l'avance de faire exploser l'école (bien qu'ils aient échoué) montre effectivement leur souhait d'éclipser des événements ayant eu lieu précédemment.
La date choisie pour le massacre a donné lieu à de nombreuses spéculations. Elle était initialement prévue le 19 avril ; Harris avait besoin de plus de munitions, qui ne furent livrées que le soir du 19 avril,.

Harris et Klebold étaient deux grands fans de KMFDM, un groupe de metal industriel dirigé par le multi-instrumentiste allemand Sascha Konietzko. Les paroles des chansons de KMFDM (Son of a Gun, Stray Bullet, Waste) avaient été postées sur le site de Harris, et que la date du massacre, le 20 avril, correspondait à la fois à la date de sortie de l'album Adios et à l'anniversaire de naissance d'Adolf Hitler. Les médias se déchaînèrent sur le lien apparent entre le massacre, la musique violente et le nazisme. En réponse, Konietzko délivra ce message :

« Avant toute chose, KMFDM aimerait exprimer son soutien profond et sincère aux parents, familles et amis des enfants de Littleton qui ont été tués ou blessés. Nous sommes écœurés et choqués, comme le reste de la nation, par ce qui s'est passé hier dans le Colorado.
KMFDM est une forme d'art, pas un parti politique. Depuis le départ, notre musique a été un moyen de s'opposer à la guerre, l’oppression, le fascisme et la violence contre les autres. Si quelques-uns des membres du groupe sont bien allemands, comme il l'a été rapporté dans les médias, aucun d'entre nous ne cautionne pour autant les croyances nazies". »

Quelques personnes, comme Robyn Anderson, qui connaissait les meurtriers, déclarèrent que le duo n'était pas obsédé par le nazisme et qu'il n'admirait ou ne vénérait Hitler en aucune façon. Anderson déclara plus tard que les deux adolescents cachaient beaucoup de choses à leurs amis, il est probable que l'emboitement des 2 adolescents fragilisés par ce qu 'ils vivaient dans le lycée , soit le détonateur d'une colère meurtrière. Dave Cullen, auteur du livre Columbine, publié en 2010, met en évidence que Harris admirait les nazis. Il faisait leur éloge dans son journal, et certains de ses amis s'offusquaient devant ses fréquents saluts nazis ou citations fascistes dans les mois précédant la tuerie. À un moment donné, Harris réalisa qu'il devait contrôler son comportement, par peur que ses plans ne soient découverts. Il écrit dans son journal à quel point il était difficile pour lui de patienter jusqu'au mois d'avril où il pourrait enfin exprimer sa haine pour l'espèce humaine. Dans son journal, Harris mentionnait son admiration pour ce qu'il imaginait être la sélection naturelle, et son désir de donner vie au jeu Doom pour voir les faibles mourir et les forts survivre. Le jour du massacre, Harris portait un T-Shirt où étaient inscrits en noir les mots Natural Selection.

#### Harcèlement
Dans les dernières pages du journal de Harris, on peut lire « Je vous déteste de m'avoir écarté de tant de trucs cools. Et non, ne dites pas "Eh bien, c'est de ta faute", parce que ça ne l'est pas, vous aviez mon numéro de téléphone, et je vous ai demandé, et tout, mais non. Non, non, non, ne laisse pas le petit Eric au look bizarre venir avec nous ».
Dylan Klebold déclara dans Les Enregistrements de la Cave, – des vidéos amateur tournées par les auteurs de la tuerie – : « Vous nous avez fait chier pendant des années. Maintenant c'est vous qui allez en chier ! On en a rien à foutre ! Parce qu'on va mourir en le faisant. »
Les récits de plusieurs parents et personnels du lycée décrivent le harcèlement endémique qui sévissait à Columbine. Nathan Vandereau, un ami de Klebold, et Alisa Owen, partenaire de science de Harris en quatrième, racontèrent que des élèves s'en prenaient constamment à Harris et Klebold. Vanderau ajouta qu'on leur avait même jeté une « tasse de matière fécale ». « Des mecs les encerclaient dans la cafétéria et vidaient des sachets de ketchup entiers sur eux, se moquant d'eux, les traitant de tapettes » a expliqué Brooks Brown. « Ça se passait sous la surveillance des professeurs. Ils ne pouvaient pas se défendre. Ils restaient tachés de ketchup toute la journée et en rentraient couverts le soir à la maison ». Dans son livre No Easy Answers: The Truth Behind Death at Columbine, Brown écrit que Harris était né avec une bosse sur le torse. Il avait du mal à enlever son t-shirt en cours de gym, et les autres élèves se moquaient de lui.
« Il y avait beaucoup de pression sur nous à l'école, venant des plus âgés », déclare Chad Laughlin. « Certains étaient effrayés à l'idée de passer près d'une table où ils se trouvaient, des trucs dans le genre. Certains groupes avaient sûrement des traitements de faveur. J'avais entendu parler d'un incident vraiment horrible, et je sais que Dylan avait dit à sa mère que c'était la pire journée de sa vie ». Cet incident, selon Laughlin, impliquait des élèves de terminale qui s'étaient amusés à bombarder Klebold de « tampons couverts de ketchup » dans la cafétéria.

#### Harris et Klebold: des «révolutionnaires des temps modernes»?
Nick Turse a suggéré que les meurtriers ont agi comme des révolutionnaires. Il a écrit « Qui n'admettrait pas que le fait de terroriser, à l'endroit où elle [Quoi ?] exerce son influence la plus grande (le lycée) est un véritable acte révolutionnaire ? Se trouver impuissant face à ses objectifs, ne pas les comprendre, ne veut pas forcément dire qu'ils n'existent pas. Approuvez ou non leurs méthodes, traitez-les de mécréants, mais ne vous avisez pas de considérer ces radicaux modernes comme autre chose que la dernière incarnation d'insurgents révoltés s'attaquant à la nouvelle révolution américaine ». L'historien David Farber, de l'Université Temple, a écrit que la déclaration de Turse « n'avait de sens que dans une culture académique dans laquelle la transgression est par définition politique et dans laquelle n'importe quelle rage contre la société est considérée comme radicale ».

### Journaux et enquête
Harris a commencé à tenir un journal en avril 1998, peu de temps après que le duo eut été reconnu coupable d'effraction sur un van, recevant une peine de 10 mois d'intervention thérapeutique juvénile et de travaux d'intérêt général en janvier 1998. Ils commencèrent à élaborer leurs plans à ce moment-là, dans leurs journaux intimes.
Harris désirait intégrer les Marines des États-Unis, mais sa candidature fut rejetée peu avant la tuerie, car il recevait un traitement à base de fluvoxamine, un antidépresseur qui lui avait été prescrit lors de sa thérapie de gestion de la colère. Selon l'officier recruteur, Harris ne savait rien de ce refus. Bien que certains amis de Harris aient soutenu le fait qu'il avait arrêté son traitement, les rapports d'autopsie démontrent un taux thérapeutique de Luvox présent dans son système, qui atteignait environ 0.0031-0.0087 mg %, au moment du décès. Après la tuerie, des opposants à la psychiatrie contemporaine tels que Peter Breggin ont déclaré que les traitements psychiatriques prescrits à Harris après son arrestation (apparemment pour soigner un trouble obsessionnel compulsif) pouvaient bien être responsables d'une hausse de son agressivité.
En avril 2009, le professeur Aubrey Immelman, docteur de l'Université Saint Benedict et de l'Université Saint John, publia un livre Columbine: A True Crime Story; A Victim, the Killers and the Nation’s Search for Answers, incluant un profil de Eric Harris, basé sur les écrits de son journal intime et ses communications personnelles. Le profil présenté par Immelman soutient que ces ressources suggèrent des troubles du comportement à travers un « narcissisme malveillant... un trouble pathologique de personnalité narcissique avec des caractéristiques antisociales et borderline, ainsi que des traits paranoïaques et une agressivité spontanée ». Le rapport note qu'un tel profil ne devrait pas être interprété comme un diagnostic psychiatrique direct, qui doit être basé sur des entrevues en face-à-face, un contrôle psychologique d'usage, et le recueillement d'informations collatérales.
Dans son journal, Klebold a écrit que Harris et lui étaient « semblables à des dieux » et plus évolués que tous les autres êtres humains, mais son journal secret montre ses intentions suicidaires et sa haine de lui-même. De nombreuses pages étaient couvertes de cœurs, car il était secrètement amoureux d'une élève de Columbine. Même si les deux tueurs avaient des problèmes pour contrôler leur colère, celle de Klebold démontrait qu'il était beaucoup plus troublé que Harris. Klebold était connu pour insulter ses professeurs et se disputer avec son patron de Blackjack Pizza. Après leur arrestation, qu'ils considérèrent tous les deux comme la chose la plus traumatisante dont ils aient fait l'expérience, Klebold rédigea une lettre à Harris, dans laquelle il disait qu'ils allaient bien s'amuser à se venger en tuant des flics, et que la colère qu'il ressentait après l'arrestation de janvier serait « divine ». Le jour du massacre, Klebold portait un tee-shirt noir avec l'inscription « WRATH » (colère) en lettres rouges. On s'interrogea sur le fait qu'une vengeance contre cette arrestation pouvait être un mobile possible à l'attaque, et que le duo avait prévu de se livrer à une énorme fusillade avec la police pendant la tuerie. Klebold écrivait que la vie n'était pas drôle sans un peu de mort, et qu'il espérait passer les derniers instants de sa vie dans l'atmosphère angoissante du sang et du meurtre. Il conclut en disant qu'il se tuerait après coup pour quitter ce monde qu'il détestait et aller dans un endroit meilleur. Klebold fut décrit comme un garçon « impétueux, mais dépressif et suicidaire ».
Quelques-unes de vidéos enregistrées chez eux, intitulées Les Enregistrements de la Cave n'ont pas été divulguées au public par la police. Harris et Klebold auraient discuté de leur mobile pour l'attaque dans ces vidéos et donnaient des instructions pour la fabrication de bombes. La police justifie sa volonté de conserver ces enregistrements dans le but de les empêcher de devenir « des appels aux armes » et des « tutoriels » qui pourraient inspirer des imitateurs.

### Comptes rendus des médias
Initialement, on pensait que les tireurs faisaient partie d'une clique se faisant appeler la « Trenchcoat Mafia », un petit groupe de marginaux de Columbine qui portaient de longs manteaux noirs. Les premiers rapports notaient que les vêtements des membres portaient également des slogans allemands et des svastikas. D'autres rapports décrivaient la Trenchcoat Mafia comme un culte en lien avec le mouvement néonazi. La Trenchcoat Mafia n'était en fait qu'un groupe d'amis qui sortaient ensemble, portaient des manteaux noirs en se targuant d'être différents des sportifs qui les persécutaient et qui avaient d'ailleurs inventé le nom de Trenchcoat Mafia. Le manteau était devenu l'uniforme des membres par inadvertance, après que la mère de l'un d'entre eux en ait acheté un, en cadeau bon marché.
L'enquête a révélé que Harris et Klebold n'étaient amis qu'avec un seul des membres du groupe, Kristin Thiebault, et que la plupart des membres fondateurs de la Trenchcoat Mafia avait quitté le lycée au moment où Harris et Klebold ont commis leur massacre. La plupart ne connaissaient pas les tueurs, excepté par les liens qu'ils avaient avec Thiebault, et aucun d'entre eux ne fut considéré comme suspect dans la tuerie ou ne fut accusé d'une quelconque implication dans l'incident.
Le musicien Marilyn Manson et le rappeur Eminem sont tenus pour responsables par les médias à la suite de la tuerie de Columbine, et Manson répondit aux critiques dans une interview avec Michael Moore, qui lui demandait « Si vous pouviez parler directement aux tueurs de Columbine et aux personnes de la communauté, que leur diriez-vous s'ils étaient ici maintenant ? », en répondant « Je ne leur dirais pas un seul mot – j'écouterais ce qu'ils ont à dire, ce que personne n'a fait ».

### Analyse psychologique
Un rapport officiel a suggéré que Harris était psychopathe et que Klebold était dépressif, et qu'en conséquence, Harris était influencé par le sadisme alors que Klebold était influencé par la vengeance. Ce rapport sous-entendait que toutes les raisons données par les tueurs concernant le massacre étaient des justifications dans le but de se présenter comme des tueurs défendant une cause,,.
Même si les premiers rapports des médias considéraient la tuerie comme le résultat d'un désir de vengeance de la part de Harris et Klebold concernant les persécutions qu'ils avaient subies, une analyse psychologique ultérieure a indiqué que Harris et Klebold cachaient de sévères problèmes psychologiques. Selon Dave Cullen, Harris, qui imagina l'attaque, était « un psychopathe prédateur et sans pitié » ainsi qu'un menteur intelligent et charmeur doté d'un « complexe de supériorité totalement absurde, d'un dégoût pour l'autorité et d'un besoin insoutenable de contrôle ». Les expertises de Cullen démontrent que Harris n'éprouvait pas de remords ni d'empathie pour les autres, et souhaitait les punir pour l'infériorité dont il les accusait. Selon le proviseur Frank DeAngelis, Harris était « le genre de gamin qui, quand il se trouvait face à des adultes, vous disait ce que vous vouliez entendre »,.
Selon Robert Hare, un des psychologues consultés par le FBI au sujet de Harris et Klebold, les médias s'étaient concentrés sur la haine exposée dans le journal et sur le site internet de Harris, et en avaient déduit que la tuerie était motivée par le désir de vengeance. Hare déclara qu'« à l'inverse des individus psychotiques, les psychopathes sont rationnels et conscients de ce qu'ils font et des raisons qui les poussent à agir ainsi. Leur comportement résulte de leurs choix, qu'ils exercent librement ». En analysant les pages d'écrits enragés du journal de Harris, Hare conclut que ces écrits n'étaient pas l'expression d'une colère provenant du harcèlement ou des persécutions subis, mais indiquaient un profond complexe de supériorité mêlé à un désir de punir la race humaine tout entière pour son infériorité. Selon Hare, « c'était plus une question d'avilir les autres ». Selon l'Agent spécial Dwayne Fuselier, enquêteur en chef du FBI sur l'affaire Columbine et psychologue clinicien, Harris était empreint de grandeur, de mépris et manquait d'empathie ou de remords, des traits distinctifs chez les psychopathes que Harris dissimulait sous une apparence trompeuse. Fuselier ajouta que Harris avait commencé à mentir, non pas pour se protéger, comme il le présentait dans son journal, mais aussi par plaisir, ce qui était évident quand Harris avait expliqué dans son journal comment Klebold et lui avaient échappé aux poursuites judiciaires malgré leur effraction sur un van. D'autres psychiatres reconnus ont également conclu que Harris était un psychopathe.

### Réaction de Susan Klebold
Susan Klebold, la mère de Dylan Klebold, s'exprima publiquement au sujet du massacre du lycée de Columbine dans un essai qui fut publié dans un numéro du magazine O, The Oprah Magazine (en), en octobre 2009. Dans ce texte, elle déclara « Pour le restant de mes jours, je serai hantée par l'horreur et l'angoisse causées par Dylan » et « Dylan a changé tout ce que je croyais savoir sur moi, sur Dieu, sur la famille et sur l'amour ». Affirmant qu'elle n'avait aucune idée des intentions de son fils, elle déclara « Une fois que j'ai vu ses journaux, j'ai clairement compris que Dylan était allé à l'école ce jour-là en sachant qu'il allait y mourir ». Dans le livre d’Andrew Solomon Far From the Tree, publié en 2012, elle a reconnu que le jour du massacre, quand elle a découvert que Dylan était l'un des tueurs, elle a prié pour qu'il se suicide. « J'ai eu une vision soudaine de ce qu'il pourrait être en train de faire. Et donc, pendant que toutes les mères de Littleton priaient pour que leurs enfants soient sains et saufs, je devais prier pour que le mien meure avant qu'il ne fasse de mal à quelqu'un d'autre ».

### Poursuites contre leurs familles
En avril 2001, les familles de plus de 30 victimes ont reçu une part des dommages et intérêts atteignant la somme de 2 538 000 dollars, de la part des familles des tueurs, de Mark Manes et de Philip Duran – deux amis des tueurs criminellement responsables pour l'obtention d'armes pour eux. Les Harris et les Klebold ont contribué à hauteur de 1 568 000 dollars provenant de leurs propres polices d'assurance, les Manes ont donné 720 000 dollars et les Duran 250 000 dollars. On demanda aux Harris et aux Klebold de garantir qu'une somme de 32 000 dollars serait disponible pour toute autre réclamation éventuelle. Quant aux Manes, ils durent garantir 80 000 dollars, et les Duran, 50 000 dollars.

## Dans la culture populaire
Dans la comédie d'humour noir Duck! The Carbine High Massacre, sortie en 1999, et inspirée par la tuerie de Columbine, les deux tueurs sont interprétés par William Hellfire et Joey Smack, qui ont également co-écrit, réalisé et produit le film. Les tueurs s'appellent « Derrick and Derwin », un jeu de mots sur les prénoms de Harris et Klebold.
Le documentaire de Michael Moore Bowling for Columbine sorti en 2002, se concentre sur l'obsession des Américains pour les armes à feu, son emprise sur le comté de Jefferson dans le Colorado, et son rôle dans le massacre.
Le film de Gus Van Sant Elephant, sorti en 2003, présente un massacre en milieu scolaire fictionnel, bien que certains détails soient basés sur la tuerie de Columbine, comme dans une scène dans laquelle l'un des tueurs s'avance dans la cafétéria désertée du lycée et s'arrête pour boire une gorgée dans le verre d'un des lycéens, comme l'a fait Harris pendant la tuerie. Dans le film, les tueurs se prénomment Alex et Eric.
Dans le film de Ben Coccio Zero Day, sorti en 2003, qui s'inspire du massacre de Columbine, les deux tueurs sont interprétés par Cal Gabriel et Andre Kriegman.
En 2003, le scénario du film d'Uwe Boll Heart of America: Home Room se concentre sur deux étudiants persécutés Daniel Lynn et Barry Shultz, qui planifient une tuerie à l'école le jour de la fin des cours, après avoir été torturés par des sportifs. Barry, le personnage principal, y renonce et abandonne à la dernière minute, tandis que Daniel s'en tient au plan avec une complice féminine, Dara McDermott. Barry est interprété par Michael Belyea, Daniel par Kett Turton, et Dara par Elisabeth Rosen. Le film s'inspire également d'autres tueries, listées dans les crédits de fin, juste après celle de Columbine.
En 2004, la tuerie est reconstituée dans le documentaire Zero Hour, dans lequel Harris et Klebold sont interprétés par Ben Johnson et Josh Young.
En 2007, le massacre devint le sujet d'un épisode de la série The Final Report, sur la chaîne National Geographic.
Dans le film de 2009 April Showers, écrit et réalisé par Andrew Robinson (qui était élève en terminale à Columbine au moment de la tuerie), le seul tueur, Ben Harris, est interprété par Benjamin Chrystak.
En 2010, la chanson Pumped Up Kicks du groupe californien Foster the People qui parle d'un garçon qui s'appelle Robert qui planifie de faire un massacre dans son établissement, s'inspire de la fusillade. Elle a créé une polémique et a été pendant un certain temps retirée des radios. Le groupe prévoit même de retirer la chanson de ses concerts vu l'augmentation des fusillades après la parution de la chanson. La cousine de l'ancien bassiste du groupe Jacob « Cubbie » Fink avait d'ailleurs été retenue en otage pendant le massacre de Columbine
En 2011, le film We Need to Talk about Kevin raconte l'histoire d'un enfant qui provoque une tuerie dans son école et le lien qu'il a avec sa maman depuis sa naissance.
En 2011, la série American Horror Story (saison 1) fait référence au massacre de Columbine. Un seul personnage joue le rôle des meurtriers, soit Tate Langdon.
En 2014, un collectif de rap français portant le nom « Columbine » se créait. Il fera maintes fois référence à la fusillade dans leurs chansons, certaines se nommeront même « Elephant », « Eric & Dylan », « Clubbing for Columbine » (en référence au film Bowling for Columbine) ou encore « Littleton » (en référence à la ville de Littleton, où se déroule le massacre). Dans « Blue Velvet », ils y font référence avec « J’adore l’école comme Eric Harris Dylan Klebold » et à la fin avec une traduction d'une page du journal intime de Dylan, « Cette fille que je croyais être mon grand amour, elle me connaît même pas. Je suis malheureux, j'ai pas d'ambition, pas d'ami et je ne connais pas l'amour ». Dans « Fleur du mal », un des membres fait une référence sur Harris, « Sous Zoloft comme Eric ».